# Sime Azogeno Popoli 1938-1939
Questa voce raccoglie le informazioni riguardanti il Sime Azogeno Popoli nelle competizioni ufficiali della stagione 1938-1939.

## Rosa
| N. |                   | Ruolo | Calciatore           |
| -- | ----------------- | ----- | -------------------- |
|    | Italia (bandiera) | A     | Bruno Bianchi        |
|    | Italia (bandiera) |       | Oder Cavallari       |
|    | Italia (bandiera) |       | Alberto De Dominicis |
|    | Italia (bandiera) |       | Otello Di Biase      |
|    | Italia (bandiera) |       | Domenico Di Matteo   |
|    | Italia (bandiera) |       | Francesco Dollenz    |
|    | Italia (bandiera) |       | Giuseppe Donati      |
|    | Italia (bandiera) |       | Francesco Maggiori   |

| N. |                   | Ruolo | Calciatore        |
| -- | ----------------- | ----- | ----------------- |
|    | Italia (bandiera) |       | Vero Mascaretti   |
|    | Italia (bandiera) |       | Mario Palazzi     |
|    | Italia (bandiera) |       | Egidio Sgubin     |
|    | Italia (bandiera) |       | Luigi Ukmar       |
|    | Italia (bandiera) |       | Giuseppe Veronesi |
|    | Italia (bandiera) |       | Ruggero Villotti  |
|    | Italia (bandiera) |       | Mario Zulli       |